# Bruna Cusí Echaniz
Bruna Cusí Echaniz (Barcelona, 1986) és una actriu catalana de teatre, televisió i cinema, coneguda pel seu paper de Trini Milmany a la pel·lícula Incerta glòria i Marga a Estiu 1993 amb el qual va guanyar el Goya a la millor actriu revelació el 2018.
És filla de l'actor i doblador Enric Cusí. De petita va formar part dels Castellers de la Vila de Gràcia, on hi feia d'enxaneta. Es va formar a l'Institut del Teatre de Barcelona i es va especialitzar en gest. També va rebre formació a l'escola de Laura Jou, on va tenir de professor a Agustí Villaronga.
El seu debut audiovisual va ser el 2001 a la sèrie de TV3 Psico express de Dagoll Dagom, tot i que el paper televisiu de llarga durada li va arribar amb Polseres vermelles el 2011.

## Filmografia

### Televisió
- 2003: El cor de la ciutat
- 2011-2012: Polseres vermelles
- 2011-2012: Crackòvia
- 2016: Cites
- 2017: Merlí

### Cinema
- 2017: Incerta glòria (en el paper de Trini)
- 2017: Estiu 1993 (en el paper de Marga)
- 2018: Desaparecer
- 2018: Escapada
- 2020: La vampira de Barcelona (en el paper d'Amèlia)
- 2021: Mía y Moy
- 2022: Upon entry (L'arribada)

### Teatre
- 2017: #Lifespoiler, a la Sala Flyhard[4]